# Széchényi Patikamúzeum

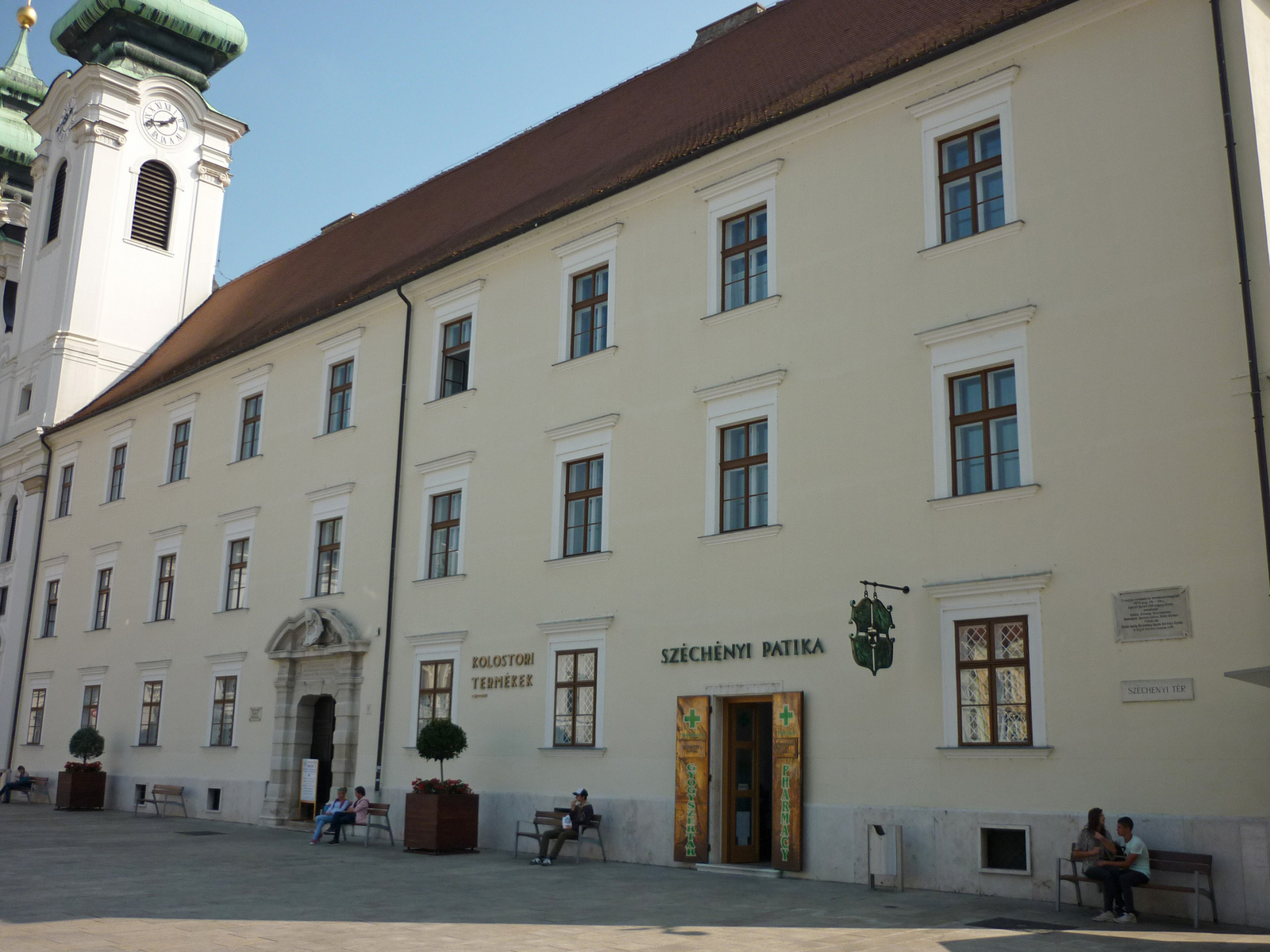
Bencés rendház, Patikamúzeum

A Széchényi Patikamúzeum a volt jezsuita gyógyszertárban működik Győrött a Széchenyi tér 9. alatt.

## Névadója
Mivel névadója Széchényi György győri püspök, ezért - bár a Széchenyi téren található - a neve helyesen Széchényi Patikamúzeum.

## Története
A győri Széchenyi teret uraló Bencés Rendházban 1645-ben alapítottak patikát a jezsuiták, amely az 1700-as évek elejéig működött. Az idők folyamán barokk terme volt szálláshely, volt vaskereskedés. Győr város alapításának 700 éves jubileumára felújították és múzeummá alakították a patikát.

## Leírása
A mennyezet itáliai ihletésű falfestményei, stukkófigurái, leveles-gyümölcsös díszítményei 1661 és 1667 között készültek. A mennyezeti freskón Szűz Mária mennybemenetelét láthatjuk a „Řosa Mistica” (titkos értelmű rózsa), „Olivia Speciosa” (díszes olajfa), „Myrha Electa” (válogatott mirha), és „Lilium inter spinas” (liliom a tövisek között) freskók között, jelezve a gyógyítási jelképek összefonódását Mária szeplőtelen fogantatásának szimbólumaival. A stukkók a négy évszakot ábrázolják. Különös érték az eredeti bútorzatból megmaradt rokokó stílusú, koronás mór által tartott két szekrény. Itt található ezenkívül I. Rákóczi György erdélyi fejedelem bronz mozsara 1647-ből.

## Külső hivatkozások
- Jezsuita patikamúzeumok Magyarországon
- A múzeum a Vendégváró.hu-n
- Az épület a Műemlékem.hu-n